# 菅原宣宏
菅原 宣宏（すがわら のぶひろ、1976年 - ）は、北海道出身の元アイスホッケー選手、アイスホッケー監督。ポジションはディフェンス。

## 経歴
駒澤大学附属苫小牧高等学校卒。王子製紙へ入団し2007-2008シーズンまでプレー。ブロックショットでピンチを防ぎ、闘志あふれるプレーでゴールを守る。
2019-2020シーズンより王子イーグルスに監督に就任し、ジャパンカップ優勝に導く。王子最後の、そしてレッドイーグルス北海道初代の監督である。